# 그랜드래피즈 그리핀스
| 그랜드래피즈 그리핀스 |                                                             |
| 콘퍼런스              | 서부 콘퍼런스                                               |
| 디비전                | 센트럴 디비전                                               |
| 설립연도              | 1996년 2001년 (AHL 가입)                                    |
| 해체연도              |                                                             |
| 역사                  | 그랜드래피즈 그리핀스 (1996년~현재)                         |
| 경기장                | 반 앤델 아레나                                              |
| 연고지                | 미시간주 그랜드래피즈                                       |
| 상징색                | 검정, 빨강, 하양                                            |
| 구단주                | 댄 디보                                                     |
| 단장                  | -                                                           |
| 감독                  | 토드 넬슨                                                   |
| NHL 제휴              | 디트로이트 레드윙스                                         |
| ECHL 제휴             | 털리도 월아이                                               |
| 정규시즌 우승         | IHL : 1 (2001) AHL : 1 (2006)                               |
| 콘퍼런스 우승         | IHL : 1 (2000) AHL : 1 (2013)                               |
| 디비전 우승           | IHL : 2 (2000, 2001) AHL : 5 (2002, 2003, 2006, 2013, 2015) |
| 칼더 컵               | 1 (2013)                                                    |
| 영구 결번             | 24                                                          |

그랜드래피즈 그리핀스(Grand Rapids Griffins)는 미국 미시간주 그랜드래피즈를 연고지로 하는 AHL의 서부 콘퍼런스 센트럴 디비전 소속 아이스 하키팀이다.

## 역대 홈경기장
| 그랜드래피즈 그리핀스 |             |          |                       |      |
| 경기장                | 사용기간    | 수용인원 | 장소                  | 비고 |
| 반 앤델 아레나        | 1996년~현재 | 10,834명 | 미시간주 그랜드래피즈 | 빈칸 |